# ジャーマイア・マネレ
ジャーマイア・マネレ（英: Jeremiah Manele、1968年 - ）は、ソロモン諸島の政治家。2024年から同国首相を務める。2014年以来、選挙区選出の国会議員を務める。

## 経歴
サンタ・イザベル島のサマソドゥ村で生まれ育つ。高校はガダルカナル島の聖公会の学校に通っていた。パプアニューギニア大学で政治と行政の学士号を取得し、1991年に卒業。1995年から1年間、オックスフォード大学で大学院生として政治学の研究を続けた。
大学院を卒業後、外交官としてソロモン諸島を代表した。マネレはニューヨークのソロモン諸島国連常駐代表部の顧問を歴任。開発計画省の常任書記官、首相と内閣の秘書、外務・対外貿易省の常任秘書を務めた。
2014年に国民議会議員として選出され、同年に民主同盟、ソロモン諸島農村振興党、人民第一党で構成される連立与党は、マネレを首相に指名した。マネレは12月9日の議会投票でマナセ・ソガヴァレに敗れ、ソガヴァレの31票に対して19票を獲得した。2019年の総選挙で再選され、ソガバレ政権で開発計画・援助調整大臣を務めた。マネレは2019年4月25日に外務大臣に任命され、就任直後から多くの外遊を行った。2022年3月30日に中国と安全保障協定に署名したが、当時、協定の詳細は公表していなかった。

### 首相1期目 (2024-)
2024年のソロモン諸島総選挙で、マネレは以前は民主同盟党に所属していたが、OUR党に移籍していた。OUR党の党首を退いたソガバレ首相はマネレに党首の座を譲った。5月2日の首相のための国民議会投票で、マネレは31票を獲得し、マシュー・ワイルを破った。その日、彼はデビッド・ブナギ総督によって政権の組閣を命じられ、首相として宣誓した。
マネレはソガバレが続けてきた中国との関係強化を継続すると公約に含め、5月4日に首相だったソガバレを財務相に任命した。
2024年7月16日、第10回太平洋・島サミットに出席するため、訪日。訪日時に日本の岸田文雄首相と水産業の強化及びALPS処理水についての会談が行われた。